# جيسيكا ماثيوز
جيسيكا ماثيوز (بالإنجليزية: Jessica Mathews)‏ هي ناشطة سلام وكبيرة الإداريين التنفيذيين أمريكية، ولدت في 4 يوليو 1946.

## وصلات خارجية
- جيسيكا ماثيوز على موقع IMDb (الإنجليزية)
- جيسيكا ماثيوز على موقع إن إن دي بي (الإنجليزية)
- جيسيكا ماثيوز على موقع كينوبويسك (الروسية)